# 2016 год в авиации
Список событий в авиации в 2016 году.

## События
- 21 января — начало эксплуатации Airbus A320neo.
- 28 февраля — первый полёт самолёта Ил-76МД-М.[1].
- 22 апреля — японский лёгкий истребитель пятого поколения с технологией «стелс» Mitsubishi X-2 Shinshin совершил первый полёт.
- 23 мая — бразильский узкофюзеляжный пассажирский самолёт Embraer E-Jet E2 совершил первый полёт.
- 30 мая — открытие аэропорта Жуковский (Раменское).
- 8 июня — состоялась презентация пассажирского самолёта МС-21[2].
- 28 июня — начало эксплуатации COMAC ARJ21 Xiangfeng.
- 15 июля — начало эксплуатации Airbus A220.
- 29 августа — начала свою деятельность самоанская авиакомпания Talofa Airways.

## Катастрофы
- 19 марта — катастрофа Boeing 737 в Ростове-на-Дону.
- 19 мая — катастрофа A320 над Средиземным морем.
- 28 ноября — катастрофа BAe 146 в Колумбии.
- 25 декабря — крушение самолёта Ту-154 в Сочи.

## Персоны

### Скончались
- 7 февраля — Иванов, Станислав Георгиевич, советский и российский военачальник, заместитель главнокомандующего ВВС России (1992—1995), генерал-полковник авиации (1991) в отставке, заслуженный военный лётчик Российской Федерации.[3]
- 21 февраля — Эрик Браун, британский лётчик, занесённый в Книгу Гиннесса, как испытавший рекордное число типов самолетов.
- 23 февраля — Уильямс, Дональд Эдвард американский астронавт. Совершил два космических полёта на шаттлах в качестве пилота на STS-51D (1985, «Дискавери») и в качестве командира корабля на STS-34 (1989, «Атлантис»), полковник.[4]
- 30 августа — Джо Саттер, руководитель команды разработчиков Boeing 747, глава проекта линейки коммерческих авиалайнеров Boeing 747.